# Оратино
Оратино (итал. Oratino) је насеље у Италији у округу Кампобасо, региону Молизе.
Према процени из 2011. у насељу је живело 931 становника. Насеље се налази на надморској висини од 772 м.

## Становништво
| 1931. | 1936. | 1951. | 1961. | 1971. | 1981. | 1991. | 2001. | 2011. |
| ----- | ----- | ----- | ----- | ----- | ----- | ----- | ----- | ----- |
| 1.734 | 1.785 | 1.760 | 1.529 | 1.193 | 1.130 | 1.181 | 1.289 | 1.560 |